# Emperador romà
L'emperador romà fou el governant de l'Imperi Romà entre el 27 aC i el 1453. Les persones que ocuparen aquest càrrec assumiren diferents títols al llarg de la història. L'emperador era la màxima autoritat de l'imperi, dotat de l'imperium (govern).

## Lictors
Disposaven els emperadors de diversos serveis. El servei més antic era el dels lictores o agutzils que podien precedir-lo o escortar-lo, portant les insígnies imperials i les fasces. Però el cos que més importància va cobrar fou el de la guàrdia pretoriana.

## Pretorians
Els pretorians, sorgits de les unitats al servei en els quarters generals (praetorium) dels comandants republicans, i que Tiberi havia reunit en un quarter general prop de Roma, tenien la finalitat de protegir a l'emperador, cuidant de la protecció de la residència imperial i altres activitats militars. Es componien de deu cohorts al comandament cadascuna d'un tribú. El servei d'escorta estava encomanat als Equite singulars Augusti, reclutats principalment entre germànics. Hi havia també un campament a Roma per als Frumentarii, amb determinades obligacions especials, principalment servei de missatgeria, policia i espionatge. Finalment un últim cos, de guàrdies privats, que s'havia iniciat amb August i continuà amb els següents emperadors fins a Galba desapareixent després per reaparèixer sota Caracal·la, formant-lo majoritàriament germànics i escites.

## Funcionaris imperials
La resta dels funcionaris imperials eren empleats (lliberts) o esclaus de l'emperador. Els esclaus i lliberts imperials havien de ser milers, car havien de cuidar de les nombroses residències assignades als emperadors (diverses viles a Roma amb els seus jardins, residències a Campània, Tívoli, l'illa de Capri, i altres a Itàlia i províncies). Els esclaus realitzaven les tasques domèstiques de les residències, des de la cuina, els manteniments (vidriers, fusters, paletes, pintors, picapedrers, etc.), la cura dels jardins, i altres. Els esclaus vivien amb certa dignitat, i els lliberts fins i tot gaudien de beneficis i honors a les comunitats locals. Alguns esclaus arribaven a posseir subesclaus (vicarii), així com diversos servidors (secretaris, cuiners, lacais, valets, metges, etc.).
Naturalment alguns d'aquests esclaus o lliberts estaven més pròxims a l'emperador que altres i arribaven a majors responsabilitats. Així per exemple se sap que un esclau anomenat Teoprepes, encarregat de la cristalleria de palau, va ascendir a encarregat de les fíbules o agulles de l'emperador (Fibulae), després a encarregat d'un menjador, i més tard a altres càrrecs directius, fins a secretari de l'emperador, i sota Alexandre Sever se li va encomanar la direcció de les tintoreries imperials a Grècia, Tessàlia i Epir. Aquest exemple dona idea dels càrrecs domèstics que exercien els esclaus o lliberts.

## Altres càrrecs
Altres càrrecs destacats eren els encarregats de les llistes dels beneficia (favors imperials), el cubicularius (camarlenc), l'encarregat de les promocions, el de les audiències (a cognitionibus) el de les cartes o correspondència (ab epistulis), l'encarregat de la comptabilitat (a rationibus), i el de les demandes (a libellis). Aquests tres últims càrrecs havien passat progressivament a equites (el que indicaria que es consideraven càrrecs públics, i amb rellevància social). Un altre grup de tasques (metges, lletrats, tutors, oradors, escriptors, filòsofs i altres) s'assignaven a grecs. Els cubicularis i els eunucs encarregats de diverses tasques, càrrecs reservats a esclaus, tenien gran influència en la cort. Sovint els cubicularis havien de ser convertits en lliberts.
Però a partir d'aproximadament el 238 la influència de tots aquests càrrecs sembla haver travessat una profunda crisi. Els emperadors entre el 235 i el 284, gairebé sempre efímers, a vegades mai van residir a Roma o en residències imperials, i van passar la major part del temps del seu regnat amb l'exèrcit. Solament alguns càrrecs van conservar la possibilitat de contacte amb l'emperador, per tractar-se d'un servei personal: el cubiculari o camarlenc acompanyava a l'emperador en les seves campanyes, li servia els àpats, el banyava i ficava al llit i atenia els seus desitjos. Alguns eunucs acompanyaven també als Emperadors.
L'emperador recomanava determinats senadors per a l'exercici de magistratures o prefectures, designava els curadors i a les curatories dels governs, i els cavallers i lliberts que quedaven al servei imperial. Alguns dels nomenats no eren coneguts personalment de l'emperador, que lògicament havia d'estar molt influït pels més pròxims a la seva persona i per amics i parents, que al seu torn li efectuarien recomanacions.
Per al personal de grau inferior s'elaboraven informes sobre les seves activitats, que en un determinat moment podien servir per decidir un ascens. Els nomenaments eren dictats per l'emperador en un codicil, o escrits de pròpia mà (a l'antiguitat les cartes no es firmaven). La correspondència era llegida per l'emperador, i contestada generalment a l'acte. Ocasionalment l'emperador delegava la lectura de les cartes i la seva resposta a persones de la seva confiança (així ho va fer Caracal·la en la seva mare Julia Domna i anteriorment ho havien fet altres Emperadors).

## Relacions amb la ciutadania
L'emperador es relacionava també amb les ciutats o les províncies per mitjà de delegacions. Quan aquestes tenien una finalitat diplomàtica o demanaven favors que no tenien oposició eren portades a presència de l'emperador i un dels seus membres realitzava un discurs, sovint encomanat a un orador pagat, després de la qual cosa la comunicació (o decret) que portava la delegació, era llegida a l'acte. Si la delegació acudia per presentar acusacions o per discutir amb una altra delegació, la recepció prenia l'aire d'una audiència judicial. Les ambaixades acudien a vegades al governador provincial que remetia les seves peticions a l'emperador, el qual contestava per carta. L'última carta coneguda, una resposta a una ambaixada d'Antioquia a Filadèlfia, correspon a Valerià I i Galiè l'any 255.
Els particulars també podien dirigir-se a l'emperador. Els que ho feien presentaven els Libelli (escrits) amb les seves peticions o denúncies. L'antic costum de presentar els escrits a les audiències imperials (salutationes) havia desaparegut. Al segle iii els escrits arribaven per carta i s'hi responia amb un rescripte, és a dir una nota escrita sota (subscriptio).
L'emperador podia concedir a títol de gràcia qualsevol petició. Així se sap de concessions de càrrecs, de ciutadania romana, exempcions fiscals, reparacions de greuges, diners, aixecaments de condemnes, condicions, etc.

## Rescriptes
La possibilitat individual de dirigir-se a l'emperador, que contestava mitjançant rescriptes, va desaparèixer a mitjan segle iii. Els emperadors, sobrecarregats de treball, absents, o a vegades indolents, indiferents o mandrosos, van deixar d'atendre les consultes dels súbdits.
Es coneixen bastants rescriptes imperials (posteriors a Hadrià) ben classificats en el Codex Iustinianus; però disminuïren progressivament. Van passar dels 369 dels anys 220 a 230, als 67 dels anys 250-260, a 26 en els anys 260-270, i a només 9 en els anys 270-280. Fins i tot l'any 283 l'emperador Car determinava en un rescripte que una transmissió de propietat efectuada era il·legal per contravenir una disposició senatorial.

## Ingressos imperials
Els ingressos de l'emperador eren administrats pel fiscus. Els seus ingressos no eren fixos i consistien en les seves rendes personals, les rendes de les propietats imperials (palaus, viles, terres), les herències i llegats dels ciutadans, els botins de guerra (manubiae), les corones d'or ofertes per ciutats o províncies, els bono caduca (béns d'aquells que morien sense hereus, o que quedaven lliures per mort del seu titular), els béns confiscats als condemnats, i les multes, penes i impostos extraordinaris. La resta dels ingressos corresponia al Aerarium o Tresor Públic.

## Emperadors i déus
Els soldats prestaven jurament de servir a l'emperador havent desaparegut el jurament de servir el Senat i el poble de Roma. Les llicències eren garantides per l'emperador. La imatge d'aquest apareixia en les monedes, i ja en vida els que ocupaven el tron es convertien en déus, i s'erigien nombroses estàtues en honor seu. La imatge de l'emperador, transportada pels legionaris, era col·locada als tribunals de justícia dels governadors provincials. L'arribada de les imatges imperials, considerades probablement sagrades, era celebrada cap al 240 amb festes o representacions que probablement van desaparèixer posteriorment. Abraçar l'estàtua d'un emperador suposava per a un perseguit aconseguir asil.

## Justícia
L'emperador, a més del seu paper arbitral en els grans temes, podia administrar justícia. Els judicis polítics eren portats en secret al palau imperial, i s'usaven sovint contra les classes superiors i els possibles rivals. Els judicis ordinaris se celebraven al Fòrum, acudint l'emperador amb els seus amics. També podien celebrar-se judicis en un auditorium permanent del palau, o a les viles d'Itàlia, i fins i tot en els campaments militars durant les campanyes. Sembla que l'administració de justícia civil (consilium) per l'emperador no era una cosa excepcional (fins i tot es coneix una queixa per abusar d'això), però va desaparèixer probablement en els anys que els emperadors "militars" van haver de dedicar totes les seves energies a combatre (cap a 235- 285). De tota manera corresponia a l'emperador decidir entre els plets que li eren plantejats aquells que volia jutjar.

## Successió
Un aspecte mai solucionat de la figura imperial, va ser el de la successió. Inicialment s'adoptà el principi dinàstic, sense majors problemes, però més tard es va passar al sistema d'adopció. Però a partir del 235 és la proclamació per l'exèrcit qui confereix el càrrec. La monarquia esdevé doncs electiva de fet, amb l'elecció reservada als militars, encara que amb diversos intents de fundar dinasties i sense perdre's totalment el sistema d'adopció. La confirmació del Senat és una mera formalitat, que obtenia aquell que tenia la força del seu costat, i habitualment el que la tenia més prop de Roma. Fins a Dioclecià no s'establí un nou sistema.
Els emperadors ja no sorgiren del rang senatorial, ni tan sols dels cavallers: provenien generalment de l'exèrcit, i entre ells es barrejaren gent del poble, pirates i aventurers. El Senat va intentar repetidament donar suport a candidats senatorials (així veiem el primer intent amb Gordià, que va portar al govern de Gordià III).

## Valerià i els Trenta tirans
Un fet extraordinari va fer fallida la confiança de la societat en l'Imperi: el 260 l'emperador Valerià va ser derrotat i capturat durant la seva campanya a Pèrsia contra Sapor (Shapur), i va desaparèixer. Les cròniques perses diuen que va ser capturat i deportat a Pèrsia al costat del prefecte, senadors i oficials de l'exèrcit. Se sap per unes representacions trobades en Naqsh-i-Rustam que Valerià es va haver d'agenollar davant Sapor, qui es creu que el va carregar de cadenes i el va sotmetre a tota classe d'humiliacions, utilitzant-lo fins i tot com cadira per muntar, i és probable que la notícia es difongués en l'imperi i que el prestigi de Roma a tot el món sortís seriosament danyat. El fet va commocionar a la societat romana, fins al punt que cada província va tendir a fer-se autònoma i es va desvincular de la sort comuna de l'imperi.
La multiplicació d'emperadors va portar el poder imperial sota mínims. Les províncies amb exèrcits més nombrosos proclamaven els seus caps com a emperadors, mentre que altres províncies o unitats designaven el seu candidat, i d'altres es recolzaven en una comunitat d'interessos regional. L'època anomenada dels Trenta Tirans (248-284, amb l'apogeu entre 258 i 272, en què es compten 22 pretendents en comparació amb els 5 del període 248-251, 2 el 280 i 1 el 284), caracteritzada per efímers "emperadors" el poder dels quals no transcendia de la província o regió que el proclamava o acceptava, va marcar el punt més baix de l'Imperi fins a les invasions del segle v.

## L'emperador i el Senat
L'accés a l'ordre senatorial es feia per herència o per patronatge imperial; era el censor qui designava als membres del Senat si bé aquestes funcions censorials les tenien reservades els Emperadors; a l'ordre senatorial podien accedir tots els ciutadans romans, incloent-hi els de províncies.
El Senat intervenia en gran nombre d'assumptes legislatius i administratius, però la voluntat de l'emperador se sobreposava a la del Senat. Era per tant l'emperador el que governava realment l'imperi, assistit pels seus col·laboradors (amici). Els emperadors s'envoltaven d'un grup de consellers escollits per ells mateixos, als quals consultaven diversos assumptes de govern; els consells o resultats de la consulta no eren vinculants, i la decisió corresponia a l'emperador, qui per tant assumia la responsabilitat.
El Senat va perdre poder progressivament. Cap al 238 els governadors senatorials havien estat suplantats en poder pels Procuradors, sortits de la classe dels cavallers, i cap al 270 els governadors senatorials de rang pretorià van ser substituïts per cavallers (fins i tot van quedar els governadors senatorials de rang consular). Els tribuns i llegats de la legió, nomenats pel Senat, van desaparèixer poc després del 260. Després del 284, la reorganització de Dioclecià, va limitar les províncies senatorials a dos: Àsia i Àfrica.

## Consellers i prefectes del pretori
La llista de consellers a consultar era variable entre un emperador i un altre, i fins i tot entre un assumpte i un altre; podia prescindir d'aquells consells que considerés inadequats o li desagradessin. En els seus viatges els emperadors portaven acompanyants consellers (comites). El conseller més habitual era el prefecte del Pretori, qui acompanyava gairebé sempre a l'emperador, tenia el comandament sobre tropes en les campanyes que aquest dirigia, i era el responsable de la custòdia dels presoners. A finals del Segle II i durant el Segle III els prefectes del pretori van administrar justícia a Itàlia (menys a Roma) i jutjaven als presoners que se'ls enviaven des de província, modificant, quan així ho ordenava l'emperador, les sentències dels governadors provincials. La resolució de qüestions jurídiques pels prefectes va arribar a ser tan important com les seves funcions militars, sobretot perquè l'emperador destinava gran part del seu temps a l'administració de justícia, i era secundat pel seu prefecte. Així van arribar a ser prefectes del Pretori al segle iii grans juristes (Papinià, Ulpià, Paule…). El rang protocol·lari dels prefectes arribà a ser igual o més alt que el dels Senadors al llarg el Segle III.
L'emperador podia contractar a alguns juristes com consellers (consiliarii), pagant-los un sou. Progressivament aquestes funcions van passar als cavallers; els consellers contractats disposaven del dret de resposta (ius responendi) a les consultes imperials.

## Províncies
Existien des del temps d'August les províncies senatorials o públiques i les imperials. Després del 284, la reorganització de Dioclecià, va limitar les províncies senatorials a dues: Àsia i Àfrica essent les altres imperials.